# Lycium megacarpum
Lycium megacarpum ist eine Pflanzenart aus der Gattung der Bocksdorne (Lycium) in der Familie der Nachtschattengewächse (Solanaceae).

## Beschreibung
Lycium megacarpum ist ein niedrig wachsender, niederliegender und verworren verzweigter Strauch, der mit Stacheln bewehrt ist. Er erreicht Wuchshöhen von 0,3 bis 1,5 m. Seine Laubblätter sind sukkulent, unbehaart und 3 bis 10 mm lang, sowie 5 bis 30 mm breit.
Die Blüten sind zwittrig und fünfzählig. Der Kelch ist röhrenförmig-glockenförmig und unbehaart. Die Kelchröhre erreicht 3,5 bis 5 mm Länge und ist mit 0,7 bis 2 mm langen Kelchzähnen besetzt. Die Krone ist gerundet und weiß mit einer grünlich-purpurnen Kronröhre. Die Kronröhre erreicht eine Länge von 10 bis 14 mm, die Kronlappen werden 1,5 bis 2,5 mm lang. Die Staubfäden sind an der Basis des freistehenden Bereiches dicht behaart.
Die Frucht ist eine rote, eiförmige Beere, die eine Einschnürung aufweist. Sie wird 9 bis 12 mm lang und nahezu genauso breit. Sie enthält eine Vielzahl an Samen.

## Vorkommen
Die Art ist in den mexikanischen Bundesstaaten Baja California und Baja California Sur verbreitet.

## Belege
- J.S. Miller und R.A. Levin: Lycium megacarpum. In: Project Lycieae